# Підгорний Володимир Якович
Володимир Якович Підго́рний (нар. 4 жовтня 1928, Верхньобогданівка — пом. 31 травня 2010, Харків) — український баяніст, композитор і педагог; член Спілки композиторів України з 1957 року. Заслужений діяч мистецтв УРСР з 1987 року.

## Біографія
Народився 4 жовтня 1928 року в селі Великобогданівці (тепер Щастинський район Луганської області, Україна). 1949 року закінчив Харківське музичне училище (клас композиції Олександра Жука та клас баяна); у 1956 році — Харківську консерватрію (клас композиції Валентина Борисова, клас баяна Леоніда Горенка).
З 1949 року — викладач Харківського музичного училища, з 1956 року — викладач, з 1971 року — доцент, з 1989 року — професор Харківського інституту мистецтв.
Помер в Харкові 31 травня 2010 року.

## Творчість
Автор ораторії, низки творів для симфонічного оркестру, скрипки й фортепіано, багатьох пісень. Серед творів:
- вокально-симфонічна сюїта «Починається день», слова Юрія Стадниченка (1962);
- поеми:
  - «Мамаїв курган», слова Дмитра Луценка (1968);
  - «Про Україну», слова Володимира Забаштанського (1993);
- для симфонічного оркестру: Варіації (1952), Симфонія (1956), Балада (1957), «Російська фантазія» (1966), Концертний вальс (1968), Симфонічна картина «Ніченька» (1984);
- для струнного оркестру — Сюїта (1952);
- для скрипки з оркестром: «Концертна фантазія» (1958);
- для домри з оркестром — Концерт (1967), Концертино (1974);
- для готововиборного баяна:
  - концертні фантазії на теми народних пісень (1948–65):
    - білоруська «Перепелочка»;
    - російські «Ноченька», «Ах ты, душечка» (обидві — 1961);
    - українські «Повій, вітре, на Вкраїну» (1964);

  - на тему романса Бориса Фоміна «Дорогой длинною»;
- Сюїта (1951);
- варіації на теми:
  - української народної пісні «Ой ходила дівчина бережком»;
  - російських народних пісень «Полосынька» й «У ворот гусли вдарили»;
  - «Циганська рапсодія» (для дуету баянів, 1983);
  - «Ретро-сюїта» (1990);
  - прелюдія «Памяти ушедших»;
  - «Біля стін Єрусалима»;
  - гумореска «Чижик-озорник»;
- транскрипції на теми:
  - Лучіо Далла «Посвята Карузо»;
  - Марка Фрадкіна «Случайный вальс»;
  - Єжи Петербургського «Синий платочек»;
  - Ернесто де Куртіса «Повернись у Соренто»;
  - української народної пісні «Ой чий то кінь стоїть» тощо;

Автор друкованих видань:
- «Альбом для дітей та юнацтва» (1978, 25 п'єс; навчальний репертуар для баяна);
- «Пьесы, транскрипции, обработки [Ноты]: Для баяна» / Редактор-укладач А. Судариков. (2001, Москва) (рос.).